# Сирет (град)
Вижте пояснителната страница за други значения на Сирет.
Сирет (на румънски: Siret) е град в южна Буковина, на река Сирет, окръг Сучава, Румъния, близо до границата с Украйна. Към 2002 г. населението му е 9239 души.

## История
Край Сирет са запазени едни от най-старите сгради в Буковина, построени през неолита от Кукутенско-Триполската култура. За първи път градът се споменава с днешното си име през 1334 г. в периода 1365-1388 г. е столица на Молдовското княжество
На 3 април 1944 г., в края на Втората световна война, войските на Първи Украински фронт освобождават Сирет от нацистите като част от Проскуревско-Черновската операция.